# コウエイトライ
コウエイトライ（欧字名:Koei Try、2001年4月8日 - 2024年5月24日）は、日本の競走馬。2010年の阪神ジャンプステークス優勝で年1回開催の重賞としては史上初の同一重賞4勝、史上最多（当時）となる障害重賞8勝を挙げたほか、九州産馬としてはゴールドイーグル以来となる中央重賞2勝馬となった。ジャンプの女王と呼ばれた。
同馬の馬主である伊東政清は過去にも同じ「コウエイトライ」という名前の1990年生まれの牡馬を所有していたが、こちらは大成できずに終わっている（ちなみにその馬も1度だけだが障害競走に出走した経歴を持つ）。

## 戦績

### 平地時代
2003年12月に阪神競馬場でデビューした。デビュー戦は5着と健闘したがその後は勝ちきれない競馬が続き、初勝利は2004年の小倉競馬場の未勝利戦だった。
その後も惜しいレースは続けるものの勝ちきれず、2005年11月の京都競馬場の500万下（4着）の競走を最後に障害競走に転向する。

### 障害転向後
2005年12月の阪神競馬場で障害競走のデビュー戦を迎える。すると、6番人気ながら障害デビューを勝利で飾った。なお、同レースでは後の中山大障害馬のマルカラスカルも障害デビューし1番人気に推されたものの3着に敗れている。その後三木ホースランドパークジャンプステークスでナイストップボーイの2着に入る。しかし2006年に入り牛若丸ジャンプステークスでマルカラスカルの8着に敗れるとその後のオープン競走で落馬競走中止、スプリングゲントの4着に敗れ休養に入る。
そして休養明けの小倉サマージャンプに出走する。このときは14頭立ての12番人気と全く人気がなかったが57キロの軽ハンデと大逃げを打って、10馬身差の大差で重賞を初勝利する。
小倉の障害オープン競走では61キロを背負いノボリハウツーにクビ差で敗れるがその直後の阪神ジャンプステークス（この年は阪神競馬場が芝外回りコース増設工事のため、中京競馬場の芝3330mで行われた）で再び逃げ、ノボリハウツーやラージヒルジャンプの猛追をクビ差でしのいでレコードタイムで重賞2勝目となる勝利を収めた。さらには東京オータムジャンプではスタートから先頭を譲ることなく見事レコードで逃げ切り勝ちを収め、障害重賞3勝目となった。
2007年緒戦は春麗ジャンプステークス。レース中に落鉄した上、最終障害前にかわされるが最後の直線ダートコースで再び差し返し勝利を挙げる（同レース中には同馬の落鉄した蹄鉄が後ろを追走していたフミノトキメキの左目の下に突き刺さるというアクシデントが起きた。その影響からかフミノトキメキは3着に敗れている）。
続いて挑戦したのは阪神スプリングジャンプ。唯一の牝馬で58キロの斤量にも恵まれ圧倒的1番支持に支持されたが、スリーオペレーターとの激しい争いに敗れ2着になる。しかし3着との差は2秒4もあり、完全に2頭のマッチレースであったことが分かる。
その後、中山グランドジャンプには出走せず次の週の京都の障害オープン競走に出走。相手にも恵まれ圧勝するものと思われたが、最後は2着のテイエムトッパズレにハナ差まで詰め寄られ勝利を収めたものの非常に僅差の勝利となった。
次に、東京の障害オープン競走に出走。しかし前走と比べて馬体重が20キロも減っていたことも影響してか、勝ち馬ミヤビペルセウスに2.6秒もの差をつけられ2着に敗れた。
さらに続いての東京ハイジャンプでは自身が前年東京オータムジャンプでレコードタイムで勝利したコースであったが出遅れが響き6着に敗れ、さらに勝ったメルシーエイタイムにレコードタイムを更新された。しかし次走の小倉サマージャンプでは好スタートから先頭に立つとそのまま逃げ切り、トップハンデとなる62kgの斤量も克服し同レース連覇を達成した。続く阪神ジャンプステークスではスタート後は好位につけ途中から先頭に並ぶとそのまま最後まで押し切り、レコードタイムで勝利。昨年に続く同レース連覇を達成した。しかし次の京都ハイジャンプでは1番人気に押されたものの、約1年7ヶ月ぶりの復帰を果たしたテイエムドラゴンに3馬身差で敗れた。
2008年は牛若丸ジャンプステークスに出走するがマルカラスカルと並んで先頭で迎えた最後の障害で落馬、競走中止となった。その後の阪神スプリングジャンプでは、エイシンニーザンに敗れ2着だった。次走の東京ハイジャンプでは、テイエムエースの6着に敗れた。その後、同レース3連覇を目指して小倉サマージャンプに出走したが斤量62.5キロのトップハンデが響きバトルブレーヴの2着に敗れた。その後阪神ジャンプステークスに出走、見事勝利し3連覇を果たした。続く京都ハイジャンプでは2着に敗れた。
2009年は山内研二厩舎へ転厩して全休。

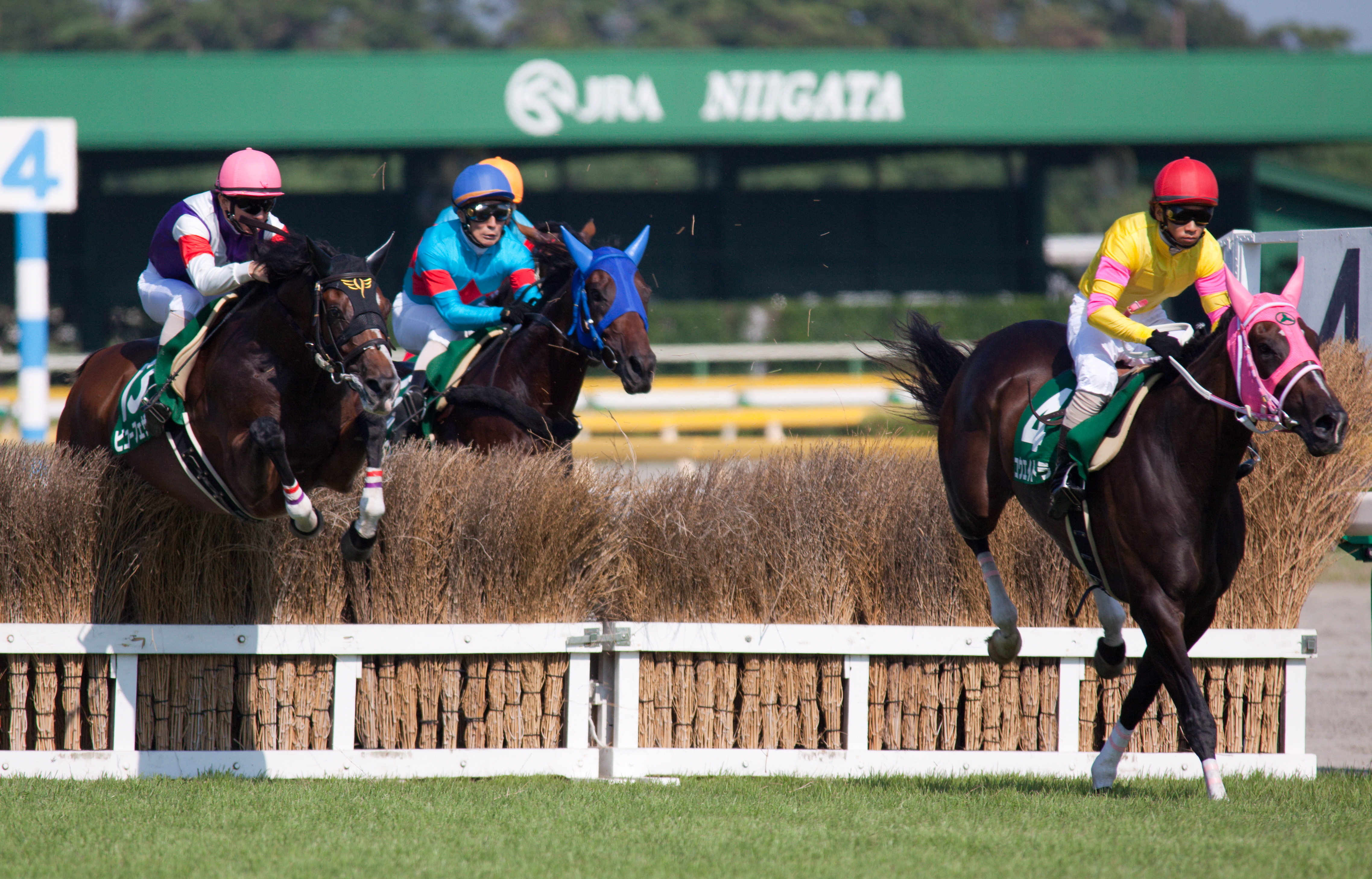
2010年新潟ジャンプステークス

2010年は前走から1年2ヶ月ぶりとなる牛若丸ジャンプステークスに出走するが、4着に敗れた。その後、5年ぶりに平地競走に出走したが16着とシンガリ負けに終わった。続く阪神スプリングジャンプでは14着と2戦続けてのシンガリ負けとなった。続く京都ハイジャンプでは人気通りの6着に敗れた。東京ジャンプステークスでは軽快に逃げるも直線でギルティストライクにかわされ2着に敗れた。小倉サマージャンプでは1番人気に支持され前走同様レースを主導したが、最後の直線でランヘランバ・バトルブレーヴにかわされて3着だった。新潟ジャンプステークスでは障害競走2戦目以降、騎乗を続けた小坂忠士に代わり高田潤が初騎乗し軽快に逃げ切り勝ちを収め、障害重賞7勝目を達成。なお、高田はこの勝利によりJRAの障害競走が行われる6つの競馬場全てで障害重賞競走に勝利したことになった（1999年に障害競走にグレード制が導入され6つの競馬場で障害重賞競走が施行されるようになって以降、史上初）。続く阪神ジャンプステークスでは好スタートから1〜2馬身ほどのリードを保って逃げると向正面で進出してきたエイシンボストンの追撃を直線入り口で振り切って勝利、障害重賞8勝目を挙げた。東京ハイジャンプでは逃げるテイエムトッパズレをマークする形で追走するが直線で伸び切れず4着に敗れた。京都ジャンプステークスではレース途中からテイエムトッパズレに絡まれる展開になり、直線で失速し7着に敗れた。
2011年緒戦は新潟ジャンプステークス、レースでは2番手以下を引き離す逃げを打ったが失速し9着。連覇を狙った阪神ジャンプステークスではハナを奪いレースを引っ張るも5着に敗れた。その後9月22日付けで登録を抹消された。引退後は繁殖牝馬にならず、生まれ故郷の伊東牧場で乗馬になる。障害重賞を勝った牝馬であるが、乗馬になる理由は不明である。2016年からは鹿児島県の霧島高原乗馬クラブで引退名馬繋養展示事業の対象となっている。
2024年5月24日に死去した。23歳没。

## 競走成績
| 競走日     | 競馬場 | 競走名                   | 格       | 距離（馬場）  | 頭 数 | 枠 番 | 馬 番 | オッズ （人気） | 着順 | タイム （上り3F） | 着差  | 騎手      | 斤量 [kg] | 1着馬（2着馬）         | 馬体重 [kg] |
| ---------- | ------ | ------------------------ | -------- | ------------- | ----- | ----- | ----- | --------------- | ---- | ----------------- | ----- | --------- | --------- | ---------------------- | ----------- |
| 2003.12.28 | 阪神   | 2歳新馬                  |          | ダ1200m（良） | 13    | 6     | 8     | 016.60（8人）   | 05着 | R1:16.4（40.3）   | -3.1  | 0橋本美純 | 54        | アイファーフクオー     | 472         |
| 2004.02.08 | 小倉   | 3歳未勝利                |          | ダ1000m（良） | 14    | 4     | 5     | 019.80（6人）   | 10着 | R1:02.5（38.6）   | -3.0  | 0池添謙一 | 54        | マキノシャンハイ       | 474         |
| 0000.02.28 | 阪神   | 3歳未勝利                |          | ダ1200m（良） | 12    | 6     | 8     |                 |      | 出走取消          |       | 0橋本美純 | 54        | ユルセ                 | 計不        |
| 0000.04.04 | 阪神   | 3歳未勝利                |          | ダ1200m（重） | 16    | 6     | 12    | 062.70（8人）   | 06着 | R1:15.2（38.2）   | -1.9  | 0池添謙一 | 54        | ジョウノオーロラ       | 482         |
| 0000.04.18 | 阪神   | 3歳未勝利                |          | ダ1200m（良） | 16    | 3     | 6     | 032.00（6人）   | 06着 | R1:15.2（38.0）   | -1.7  | 0橋本美純 | 54        | ダイナミックマーチ     | 482         |
| 0000.05.08 | 京都   | 3歳未勝利                |          | 芝1200m（良） | 16    | 7     | 14    | 032.40（7人）   | 10着 | R1:10.6（35.9）   | -1.6  | 0藤田伸二 | 54        | エイシンエプシロン     | 482         |
| 0000.05.29 | 中京   | 3歳未勝利                |          | ダ1700m（良） | 16    | 5     | 9     | 028.20（6人）   | 07着 | R1:50.0（39.9）   | -1.3  | 0橋本美純 | 54        | アワーグラス           | 476         |
| 0000.06.20 | 阪神   | 3歳未勝利                |          | ダ1800m（稍） | 11    | 4     | 4     | 039.50（8人）   | 02着 | R1:55.3（40.0）   | -0.5  | 0橋本美純 | 54        | シャイニングピアス     | 484         |
| 0000.07.04 | 阪神   | 3歳未勝利                |          | ダ1800m（良） | 11    | 5     | 5     | 005.00（3人）   | 02着 | R1:54.2（38.5）   | -0.1  | 0橋本美純 | 54        | フラメンコダンサー     | 486         |
| 0000.07.18 | 小倉   | 3歳未勝利                |          | ダ1700m（良） | 15    | 5     | 9     | 001.60（1人）   | 01着 | R1:47.7（39.1）   | -0.3  | 0橋本美純 | 54        | （ロングベネフィット） | 492         |
| 0000.08.01 | 小倉   | 3歳上500万下             |          | ダ1700m（不） | 14    | 4     | 5     | 010.80（5人）   | 06着 | R1:49.6（41.2）   | -1.7  | 0橋本美純 | 52        | キーエンジェル         | 496         |
| 0000.08.22 | 小倉   | 3歳上500万下             |          | ダ1700m（良） | 13    | 4     | 4     | 013.20（6人）   | 03着 | R1:47.3（38.6）   | -0.2  | 0橋本美純 | 52        | アクトウエル           | 488         |
| 0000.09.04 | 小倉   | 3歳上500万下             |          | ダ1700m（良） | 13    | 3     | 3     | 011.10（5人）   | 05着 | R1:47.8（38.4）   | -0.4  | 0橋本美純 | 52        | タガノプレイメイト     | 498         |
| 0000.09.20 | 阪神   | 3歳上500万下             |          | ダ1800m（良） | 13    | 1     | 1     | 007.00（4人）   | 05着 | R1:53.6（39.1）   | -0.6  | 0橋本美純 | 52        | テイエムハナザカリ     | 486         |
| 2005.01.23 | 小倉   | 4歳上500万下             |          | ダ1700m（不） | 15    | 5     | 9     | 018.30（6人）   | 07着 | R1:49.8（41.2）   | -1.4  | 0橋本美純 | 54        | リンドパス             | 464         |
| 0000.02.13 | 小倉   | 4歳上500万下             |          | ダ1700m（稍） | 15    | 6     | 10    | 033.00（9人）   | 10着 | R1:48.1（39.6）   | -2.5  | 0橋本美純 | 54        | デボラ                 | 466         |
| 0000.06.25 | 阪神   | 3歳上500万下             |          | ダ1800m（良） | 13    | 7     | 10    | 075.4（11人）   | 11着 | R1:56.1（41.4）   | -3.6  | 0川田将雅 | 53        | スズカフォイル         | 478         |
| 0000.07.13 | 荒尾   | 大隅特別                 | 中央交流 | ダ1400m（不） | 10    | 8     | 9     | 00 - 00（4人）  | 03着 | R1:28.8           | -0.7  | 0橋本美純 | 54        | ターボフラッシュ       | 474         |
| 0000.07.30 | 小倉   | 3歳上500万下             |          | ダ1700m（良） | 14    | 6     | 9     | 029.50（9人）   | 14着 | R1:50.5（40.9）   | -3.6  | 0橋本美純 | 55        | ローズカクテル         | 476         |
| 0000.09.03 | 小倉   | 3歳上500万下             |          | ダ1700m（良） | 15    | 1     | 1     | 115.90（9人）   | 06着 | R1:48.1（40.6）   | -2.3  | 0石橋守   | 55        | ノボリハウツー         | 476         |
| 0000.10.01 | 阪神   | 3歳上500万下             |          | ダ1400m（良） | 13    | 8     | 14    | 103.8（12人）   | 03着 | R1:26.3（38.6）   | -0.6  | 0小坂忠士 | 55        | フミノラピス           | 468         |
| 0000.10.16 | 京都   | 3歳上500万下             |          | ダ1200m（重） | 16    | 8     | 16    | 013.10（6人）   | 11着 | R1:14.4（38.8）   | -1.6  | 0小坂忠士 | 55        | タニノローゼ           | 472         |
| 0000.10.29 | 京都   | 3歳上500万下             |          | ダ1400m（不） | 14    | 6     | 10    | 047.1（10人）   | 07着 | R1:26.3（39.1）   | -0.8  | 0小坂忠士 | 55        | セフティパラダイス     | 480         |
| 0000.11.12 | 京都   | 3歳上500万下             |          | ダ1800m（重） | 11    | 6     | 7     | 045.70（8人）   | 04着 | R1:53.0（38.7）   | -0.7  | 0小坂忠士 | 55        | リュウヨウ             | 484         |
| 0000.12.03 | 阪神   | 障害3歳上未勝利          |          | 障3000m（良） | 14    | 6     | 10    | 014.90（6人）   | 01着 | R3:18.6（13.2）   | -0.1  | 0岩崎祐己 | 58        | （サフランブリザード） | 476         |
| 0000.12.25 | 阪神   | 三木ホースランドパークJS | OP       | 障3900m（良） | 12    | 8     | 11    | 007.20（3人）   | 02着 | R4:21.3（13.4）   | -0.6  | 0小坂忠士 | 58        | ナイストップボーイ     | 474         |
| 2006.01.14 | 京都   | 牛若丸ジャンプS          | OP       | 障3190m（重） | 14    | 6     | 10    | 005.20（2人）   | 08着 | R3:44.7（14.1）   | -5.8  | 0小坂忠士 | 58        | マルカラスカル         | 470         |
| 0000.02.25 | 阪神   | 障害4歳上OP              |          | 障3140m（良） | 12    | 3     | 3     | 003.70（2人）   |      | 競走中止          |       | 0小坂忠士 | 58        | ブルーアルパイン       | 470         |
| 0000.03.19 | 阪神   | 障害4歳上OP              |          | 障3140m（重） | 11    | 8     | 11    | 005.00（3人）   | 04着 | R3:31.1（13.4）   | -1.0  | 0小坂忠士 | 58        | スプリングゲント       | 472         |
| 0000.07.22 | 小倉   | 小倉サマージャンプ       | J・GIII  | 障3390m（良） | 14    | 6     | 10    | 066.0（12人）   | 01着 | R3:42.0（13.1）   | -1.6  | 0小坂忠士 | 57        | （キングジョイ）       | 472         |
| 0000.08.05 | 小倉   | 障害3歳上OP              |          | 障2900m（良） | 9     | 8     | 9     | 002.40（1人）   | 02着 | R3:07.9（13.0）   | -0.0  | 0小坂忠士 | 61        | ノボリハウツー         | 482         |
| 0000.09.18 | 中京   | 阪神ジャンプS            | J・GIII  | 障3330m（良） | 13    | 7     | 11    | 004.90（3人）   | 01着 | R3:37.8（13.1）   | -0.0  | 0小坂忠士 | 60        | （ノボリハウツー）     | 486         |
| 0000.10.14 | 東京   | 東京オータムJ            | J・GIII  | 障3300m（良） | 13    | 1     | 1     | 005.40（2人）   | 01着 | R3:36.9（13.1）   | -1.3  | 0小坂忠士 | 61        | （マイネルオーパー）   | 488         |
| 2007.02.03 | 東京   | 春麗ジャンプS            | OP       | 障3300m（良） | 14    | 4     | 5     | 002.50（1人）   | 01着 | R3:40.0（13.3）   | -0.0  | 0小坂忠士 | 58        | （クルワザード）       | 484         |
| 0000.03.10 | 阪神   | 阪神スプリングJ          | J・GII   | 障3900m（良） | 12    | 1     | 1     | 001.40（1人）   | 02着 | R4:23.8（13.5）   | -0.1  | 0小坂忠士 | 58        | スリーオペレーター     | 494         |
| 0000.04.21 | 京都   | 障害4歳上OP              |          | 障3170m（良） | 14    | 8     | 13    | 001.50（1人）   | 01着 | R3:31.3（13.3）   | -0.0  | 0小坂忠士 | 59        | （テイエムトッパズレ） | 494         |
| 0000.05.19 | 東京   | 障害3歳上OP              |          | 障3300m（良） | 14    | 5     | 8     | 002.00（1人）   | 02着 | R3:40.5（13.4）   | -2.6  | 0小坂忠士 | 59        | ミヤビペルセウス       | 474         |
| 0000.06.09 | 東京   | 東京ハイジャンプ         | J・GII   | 障3300m（良） | 14    | 5     | 7     | 002.80（2人）   | 06着 | R3:37.1（13.2）   | -2.0  | 0小坂忠士 | 58        | メルシーエイタイム     | 478         |
| 0000.07.21 | 小倉   | 小倉サマージャンプ       | J・GIII  | 障3390m（良） | 14    | 3     | 3     | 003.40（1人）   | 01着 | R3:42.4（13.1）   | -0.5  | 0小坂忠士 | 62        | （キングジョイ）       | 480         |
| 0000.09.17 | 阪神   | 阪神ジャンプS            | J・GIII  | 障3140m（良） | 14    | 7     | 12    | 002.40（1人）   | 01着 | R3:27.9（13.2）   | -0.3  | 0小坂忠士 | 60        | （メイショウタロー）   | 492         |
| 0000.11.10 | 京都   | 京都ハイジャンプ         | J・GII   | 障3930m（良） | 7     | 7     | 7     | 001.30（1人）   | 02着 | R4:25.1（13.5）   | -0.5  | 0小坂忠士 | 58        | テイエムドラゴン       | 496         |
| 2008.01.19 | 京都   | 牛若丸ジャンプS          | OP       | 障3190m（良） | 14    | 2     | 2     | 002.50（1人）   |      | 競走中止          |       | 0小坂忠士 | 58        | マルカラスカル         | 490         |
| 0000.03.15 | 阪神   | 阪神スプリングJ          | J・GII   | 障3900m（良） | 12    | 8     | 11    | 004.60（2人）   | 02着 | R4:23.3（13.5）   | -0.8  | 0小坂忠士 | 58        | エイシンニーザン       | 476         |
| 0000.06.14 | 東京   | 東京ハイジャンプ         | J・GII   | 障3300m（良） | 14    | 2     | 2     | 003.20（1人）   | 06着 | R3:41.3（13.4）   | -4.2  | 0小坂忠士 | 58        | テイエムエース         | 478         |
| 0000.07.26 | 小倉   | 小倉サマージャンプ       | J・GIII  | 障3390m（良） | 12    | 3     | 3     | 004.00（3人）   | 02着 | R3:41.5（13.1）   | -1.0  | 0小坂忠士 | 62.5      | バトルブレーヴ         | 484         |
| 0000.09.20 | 阪神   | 阪神ジャンプS            | J・GIII  | 障3140m（良） | 14    | 5     | 8     | 003.50（2人）   | 01着 | R3:26.4（13.1）   | -0.7  | 0小坂忠士 | 60        | （バトルブレーヴ）     | 490         |
| 0000.11.15 | 京都   | 京都ハイジャンプ         | J・GII   | 障3930m（良） | 14    | 4     | 5     | 002.50（1人）   | 02着 | R4:26.8（13.6）   | -0.6  | 0小坂忠士 | 58        | キングジョイ           | 496         |
| 2010.01.16 | 京都   | 牛若丸ジャンプS          | OP       | 障3190m（良） | 14    | 7     | 12    | 004.80（3人）   | 04着 | R3:33.0（13.4）   | -1.3  | 0小坂忠士 | 58        | トーワベガ             | 492         |
| 0000.02.13 | 小倉   | 4歳上500万下             |          | ダ1700m（重） | 16    | 3     | 6     | 041.2（10人）   | 16着 | R1:47.7（40.1）   | -3.1  | 0国分優作 | 52        | カカロット             | 502         |
| 0000.03.13 | 阪神   | 阪神スプリングJ          | J・GII   | 障3900m（良） | 14    | 3     | 4     | 006.40（4人）   | 14着 | R4:33.2（14.0）   | -12.5 | 0小坂忠士 | 58        | トーワベガ             | 502         |
| 0000.05.15 | 京都   | 京都ハイジャンプ         | J・GII   | 障3930m（良） | 14    | 7     | 11    | 013.70（6人）   | 06着 | R4:25.6（13.5）   | -2.5  | 0小坂忠士 | 58        | エーシンディーエス     | 488         |
| 0000.06.12 | 東京   | 東京ジャンプS            | J・GIII  | 障3300m（良） | 14    | 3     | 4     | 021.50（9人）   | 02着 | R3:37.9（13.2）   | -0.3  | 0小坂忠士 | 58        | ギルティストライク     | 488         |
| 0000.07.24 | 小倉   | 小倉サマージャンプ       | J・GIII  | 障3390m（良） | 14    | 5     | 8     | 003.50（1人）   | 03着 | R3:41.4（13.1）   | -1.4  | 0小坂忠士 | 58        | ランヘランバ           | 488         |
| 0000.08.21 | 新潟   | 新潟ジャンプS            | J・GIII  | 障3250m（良） | 14    | 3     | 4     | 002.80（1人）   | 01着 | R3:32.0（13.0）   | -0.4  | 0高田潤   | 58        | （トップフリーダム）   | 480         |
| 0000.09.20 | 阪神   | 阪神ジャンプS            | J・GIII  | 障3140m（良） | 14    | 5     | 7     | 001.90（1人）   | 01着 | R3:26.4（13.1）   | -0.3  | 0小坂忠士 | 58        | （ドングラシアス）     | 484         |
| 0000.10.16 | 東京   | 東京ハイジャンプ         | J・GII   | 障3300m（良） | 14    | 8     | 14    | 003.30（2人）   | 04着 | R3:39.8（13.3）   | -0.7  | 0小坂忠士 | 58        | イコールパートナー     | 488         |
| 0000.11.13 | 京都   | 京都ジャンプS            | J・GIII  | 障3170m（良） | 12    | 5     | 6     | 005.80（3人）   | 07着 | R3:33.7（13.5）   | -2.0  | 0小坂忠士 | 58        | ランヘランバ           | 490         |
| 2011.08.20 | 新潟   | 新潟ジャンプS            | J・GIII  | 障3250m（良） | 14    | 3     | 4     | 011.20（4人）   | 09着 | R3:33.7（13.2）   | -3.0  | 0小坂忠士 | 58        | クリーバレン           | 498         |
| 0000.09.19 | 阪神   | 阪神ジャンプS            | J・GIII  | 障3140m（良） | 14    | 3     | 4     | 008.50（4人）   | 05着 | R3:30.6（13.4）   | -1.1  | 0小坂忠士 | 58        | クランエンブレム       | 498         |

- タイム欄のRはレコード勝ちを示す。

1. ↑  障害戦は平均1F

## 血統表
| コウエイトライの血統（サドラーズウェルズ系 / Northern Dancer 3×5×5=18.75%） | コウエイトライの血統（サドラーズウェルズ系 / Northern Dancer 3×5×5=18.75%） | コウエイトライの血統（サドラーズウェルズ系 / Northern Dancer 3×5×5=18.75%） | （血統表の出典）           | （血統表の出典）      |
| 父 *オペラハウス Opera House 1988 鹿毛 イギリス                             | 父の父Sadler's Wells 1981 鹿毛 アメリカ                                     | Northern Dancer                                                             | Nearctic                   | Nearctic              |
| 父 *オペラハウス Opera House 1988 鹿毛 イギリス                             | 父の父Sadler's Wells 1981 鹿毛 アメリカ                                     | Northern Dancer                                                             | Natalma                    |                       |
| 父 *オペラハウス Opera House 1988 鹿毛 イギリス                             | 父の父Sadler's Wells 1981 鹿毛 アメリカ                                     | Fairy Bridge                                                                | Bold Reason                | Bold Reason           |
| 父 *オペラハウス Opera House 1988 鹿毛 イギリス                             | 父の父Sadler's Wells 1981 鹿毛 アメリカ                                     | Fairy Bridge                                                                | Special                    |                       |
| 父 *オペラハウス Opera House 1988 鹿毛 イギリス                             | 父の母Colorspin 1983 鹿毛 イギリス                                          | High Top                                                                    | Derring-Do                 | Derring-Do            |
| 父 *オペラハウス Opera House 1988 鹿毛 イギリス                             | 父の母Colorspin 1983 鹿毛 イギリス                                          | High Top                                                                    | Camenae                    |                       |
| 父 *オペラハウス Opera House 1988 鹿毛 イギリス                             | 父の母Colorspin 1983 鹿毛 イギリス                                          | Reprocolor                                                                  | Jimmy Reppin               | Jimmy Reppin          |
| 父 *オペラハウス Opera House 1988 鹿毛 イギリス                             | 父の母Colorspin 1983 鹿毛 イギリス                                          | Reprocolor                                                                  | Blue Queen                 |                       |
| 母 ダンツビューティ 1987 黒鹿毛                                             | 母の父ホリスキー 1979 黒鹿毛                                                | マルゼンスキー                                                              | Nijinsky                   | Nijinsky              |
| 母 ダンツビューティ 1987 黒鹿毛                                             | 母の父ホリスキー 1979 黒鹿毛                                                | マルゼンスキー                                                              | *シル                      |                       |
| 母 ダンツビューティ 1987 黒鹿毛                                             | 母の父ホリスキー 1979 黒鹿毛                                                | オキノバンダ                                                                | *オンリーフォアライフ      | *オンリーフォアライフ |
| 母 ダンツビューティ 1987 黒鹿毛                                             | 母の父ホリスキー 1979 黒鹿毛                                                | オキノバンダ                                                                | メジロビーナス             |                       |
| 母 ダンツビューティ 1987 黒鹿毛                                             | 母の母ハーモニーゼア 1982 黒鹿毛                                            | *リイフォー                                                                 | Lyphard                    | Lyphard               |
| 母 ダンツビューティ 1987 黒鹿毛                                             | 母の母ハーモニーゼア 1982 黒鹿毛                                            | *リイフォー                                                                 | Klaizia                    |                       |
| 母 ダンツビューティ 1987 黒鹿毛                                             | 母の母ハーモニーゼア 1982 黒鹿毛                                            | マークリゼア                                                                | *パーソロン                | *パーソロン           |
| 母 ダンツビューティ 1987 黒鹿毛                                             | 母の母ハーモニーゼア 1982 黒鹿毛                                            | マークリゼア                                                                | *マーチングソング F-No.9-c |                       |

- 半姉に小倉3歳ステークス勝ち馬のコウエイロマン、大井・トゥインクルレディー賞勝ち馬のコウエイソフィア。
- 母の全弟にラガーチャンピオン（セントライト記念）、母の孫にコウエイノホシ（大井記念）がいる。